# Manuel Graña González
Manuel Graña González, (Cangas el 13 de diciembre de 1878 - Madrid el 28 de noviembre de 1963) fue un sacerdote, teólogo y periodista gallego.
Fue una figura clave en la evolución del periodismo en España, jugando un papel fundamental en el establecimiento de la Escuela de Periodismo de El Debate, un importante hito en la formación de periodistas en el país.

## Biografía y trayectoria
Se ordenó como sacerdote y al inicio de su carrera eclesiástica, Graña González obtuvo su doctorado en Teología y asumió la dirección de una revista católica en Italia. Más tarde, amplió su espectro académico al estudiar ciencias en la Universidad de Madrid. 
Su trayectoria periodística se consolidó con su ingreso al consejo editorial de El Debate en 1918, un importante periódico español fundado y dirigido por Ángel Herrera Oria.
Herrera Oria tenía el proyecto de consolidar El Debate y su influencia y para ello decidió crear una escuela que permitiera transformar el periodismo español de modo que incorporara los valores del catolicismo. Para la formación de profesores envió a Estados Unidos en 1919 a Manuel Graña y dos de sus colaboradores, Francisco de Luis y Marcelino Oreja Elósegui, con el objetivo de estudiar el funcionamiento, métodos y programas de las escuelas de periodismo más avanzadas y la organización empresarial del periodismo moderno. 
Se formaron en la Escuela de Periodismo de la Universidad de Columbia en Nueva York. 
Hacia 1922 ejerció como corresponsal para El Debate en Irlanda, cuando iniciaba su dependencia. 
El conocimiento que había adquirido en Estados Unidos tuvo un papel crucial en la configuración de la Escuela de Periodismo de El Debate, inaugurada el 10 de marzo de 1926, donde Graña González impartió el curso de redacción inicial previo al inicio del primer curso académico, que comenzó en octubre.
Manuel Graña expuso las técnicas documentales en el periodismo en su obra La Escuela de Periodismo. Programas y Métodos (1930). Su formación estadounidense quedó reflejada asimismo en sus artículos en El Debate, como "Los días de Chicago".
Graña González tuvo una carrera periodística versátil y fructífera. Trabajó como corresponsal en España para la agencia católica New's Service, donde escribió crónicas sobre la campaña del Norte de la Guerra Civil. Fue director del periódico Ya, la revista España Pesquera y El Ideal Gallego. 
Tradujo la obra del cardenal Newman, Mi conversión al catolicismo (FAX, 1934) y publicó un libro sobre fauna marina, Mares y peces (1953).
El fallecimiento de Manuel Graña sucedió en Madrid, el 28 de noviembre de 1963, siendo enterrado en el cementerio de la Almudena.

## Obras
- La Escuela de Periodismo. Programas y métodos , Madrid, CIAP, 1930.
- ¿Qué le debe España a los religiosos? Artículos publicados en "El Debate" cuando se discutía la cuestión religiosa en las Cortes , Madrid, Prensa de Juan Bravo, 1932.
- San Juan Bosco, Madrid, Acción Católica Española (Héroes de Caridad), 1944,
- Mares y peces, Madrid, La Editorial Católica, 1953.

#### Traducciones
Traducción de Juan Enrique Newman:
- Historia de mis ideas religiosas, de mi conversión al catolicismo, Madrid, Editorial Fax, 1934.
- Apología pro vita sua (reedición), Madrid, Fax (Perspectivas 13), 1961,

#### Prólogos
- Prólogo a Cómo escapé de los rojos. Odisea de un sacerdote evadido de Cataluña, disfrazado de pastor y perdido en los Pirineos, Burgos, Ediciones Rayfe, 1938.

## Premios y reconocimientos
- Hijo predilecto de Cangas, 1949.
- Periodista de Honor, 1963, en la XXI Asamblea de la Federación de Asociaciones de la Prensa.